# Abovián
Abovián (Armenio: Աբովյան) es una ciudad de Armenia en la provincia de Kotayk. Está localizada a 10 km noreste de Ereván. En 2011 tiene 43 495 habitantes.
Con una autopista y una vía férrea que pasa a través de ella, conecta la capital con las áreas del Noreste, Abovyan es considerada como una ciudad satélite de Ereván. Por esta razón, Abovián es llamada algunas veces como la «Puerta Norte de Ereván».
En una parte de la ciudad existió la villa de Elar (mencionada por Setpanos Orbelyan en el siglo XIII). Hasta 1961, la villa renombrada Abovyan en honor del escritor armenio Khachatur Abovyan, y en 1963, en su lugar, se formó la ciudad.
A unos 6 km de la ciudad está el complejo Arzni.